# Polysorbaat 20
Polysorbaat 20 is een polysorbaat met een emulgerende-werking. Het is een viskeuze kleurloze vloeistof die relatief goed oplosbaar is in water.

## Toepassingen
- stabilisator van purified protein derivative (PPD)-oplossing (bij tuberculose-screening)
- blokkeerstof voor membraan-immunoassay en Western blot
- oplosmiddel voor membraaneiwitten
- lyseermiddel voor zoogdiercellen (0.05-0.5%)
- emulgator in badolie en andere cosmetica

## Synoniemen
- Tween® 20
- PEG(20)sorbitaan monolauraat
- Polyoxyethyleensorbitaan monolauraat